# 呂五十七型潜水艦
| 呂五十七型潜水艦（L3型） | 呂五十七型潜水艦（L3型）                                       |
| ------------------------ | -------------------------------------------------------------- |
| 呂58                     |                                                                |
| 艦級概観                 |                                                                |
| 艦種                     | 二等潜水艦                                                     |
| 艦名                     |                                                                |
| 前級                     | 呂五十三型潜水艦（L2型）                                       |
| 次級                     | 呂六十型潜水艦（L4型）                                         |
| 性能諸元                 |                                                                |
| 排水量                   | 基準：889トン 常備：920.1トン 水中：1,102.7トン                |
| 全長                     | 72.72m                                                         |
| 全幅                     | 7.16m                                                          |
| 吃水                     | 3.96m                                                          |
| 機関                     | ヴィッカース式ディーゼル2基2軸 水上：2,400馬力 水中：1,600馬力 |
| 速力                     | 水上：17.1kt 水中：9.1kt                                       |
| 航続距離                 | 水上：10ktで5,500海里                                          |
| 燃料                     | 重油：98トン                                                   |
| 乗員                     | 46名                                                           |
| 兵装                     | 短8cm高角砲1門 53cm魚雷発射管 艦首4門 魚雷8本                  |
| 備考                     | 安全潜航深度：60m                                              |

呂五十七型潜水艦（ろごじゅうなながたせんすいかん）は日本海軍の潜水艦の艦級。L3型とも。同型艦3隻。

## 概要
L2型潜水艦の改良版で、魚雷発射管が45cmから53cmのものに変えられたほか、凌波性向上のため乾舷が高められるなど、艦形に若干の変更が加えられた。また本型からKチューブ（水中聴音機）が装備されている。
全部で3隻が1922年（大正11年）から翌年にかけて竣工した。第二次世界大戦時にはまだ就役していたが、老齢であったため予備艦として扱われ、主に練習潜水艦として活用された。戦争終結後の1945年およびその翌年に米軍によって処分された。
1934年10月に地球物理学者の松山基範は海軍の呂五十七型潜水艦にベーニング・マイネス型海上重力測定装置を搭載して相模湾から日本海溝上を鋸歯状に航行し、釧路沖まで計29点の測定を実施、1935年10月に伊号第二十四潜水艦 (初代)で相模湾より小笠原諸島まで計31点の重力測定を行い、得られた結果は、1936年にエディンバラで開催された国際測地学・地球物理学連合(IUGG) 第6回総会で報告され、松山らの日本海溝における負の重力異常の発見は、国際的に高く評価された。

## 同型艦
- 呂号第五十七潜水艦

1922年（大正11年）7月30日竣工（三菱神戸）。当初の艦名は第四十六潜水艦。1924年（大正13年）11月1日呂号第五十七潜水艦に改称。終戦時、小豆島で甲標的の訓練支援。戦後呉付近で海没処分。1945年（昭和20年）11月20日除籍。
- 呂号第五十八潜水艦

1922年（大正11年）11月25日竣工（三菱神戸）。当初の艦名は第四十七潜水艦。1924年（大正13年）11月1日呂号第五十八潜水艦に改称。終戦時、横須賀で訓練艦。1945年（昭和20年）9月15日除籍。1945年（昭和20年）10月、清水付近で海没処分。
- 呂号第五十九潜水艦

1923年（大正12年）3月20日竣工（三菱神戸）。当初の艦名は第五十七潜水艦。1924年（大正13年）11月1日呂号第五十九潜水艦に改称。終戦時、大竹の海軍潜水学校で訓練艦。1945年（昭和20年）11月20日除籍。1946年（昭和21年）5月、伊予灘で海没処分。

## 潜水隊の変遷
呂57型潜水艦は同型艦3隻からなるため、3隻で1個潜水隊を編成し、横鎮の固有番号を与えられて第6潜水隊を編成した。

### 第六潜水隊
横須賀鎮守府籍の呂57・呂58で編成。その後遅れて竣工した呂59を編入した。太平洋戦争では主に練習に使用された。昭和20年5月1日に解隊された。
1922年(大正11年)12月1日：第四十六潜水艦（呂57）、第四十七潜水艦（呂58）で編成。第6潜水隊司令尾本知中佐。第一艦隊第1潜水戦隊。
1923年(大正12年)3月20日：竣工した第五十七潜水艦（呂59）を編入。
1923年(大正12年)11月10日：第6潜水隊司令和波豊一中佐。
1924年(大正13年)12月1日：第6潜水隊司令河村重幹中佐。
1926年(大正15年)1月20日：第6潜水隊司令白根貞介中佐。
1926年(大正15年)12月1日：白根指令離任。横須賀鎮守府部隊。
1927年(昭和2年)7月29日：第6潜水隊司令春日篤中佐。
1928年(昭和3年)1月15日：第6潜水隊司令荻野仲一郎中佐。
1929年(昭和4年)11月30日：第6潜水隊司令渡部徳四郎中佐。
1930年(昭和5年)11月15日：渡部司令離任。
1931年(昭和6年)12月1日：第6潜水隊司令秋山勝三中佐。
1932年(昭和7年)12月1日：第6潜水隊司令原田覚中佐。
1934年(昭和9年)11月15日：第6潜水隊司令佐藤四郎中佐。
1935年(昭和10年)12月20日：（兼）第6潜水隊司令中邑元司中佐。
1936年(昭和11年)1月10日：（兼）第6潜水隊司令佐藤勉大佐。
1936年(昭和11年)5月15日：第6潜水隊司令今和泉喜次郎中佐。
1936年(昭和11年)12月1日：今和泉司令離任。
1938年(昭和13年)11月1日：解隊。所属艦は横須賀鎮守府部隊所属となる。
1939年(昭和14年)4月1日：再建。第6潜水隊司令小田為清中佐。横須賀鎮守府部隊。
1939年(昭和14年)11月15日：第6潜水隊司令今和泉喜次郎大佐。
1940年(昭和15年)7月1日：第6潜水隊司令岩上英寿中佐。
1941年(昭和16年)11月10日：第6潜水隊司令岡本義助中佐。呉鎮守府部隊。
1942年(昭和17年)6月20日：第6潜水隊司令加藤良之助中佐。
1942年(昭和17年)7月31日：第6潜水隊司令楢原省吾中佐。
1943年(昭和18年)4月1日：横須賀鎮守府部隊。
1943年(昭和18年)9月1日：第6潜水隊司令七字恒雄中佐。
1945年(昭和20年)5月1日：解隊。所属艦は予備艦となる。
(1945年(昭和20年)9月15日：呂58除籍。)
(1945年(昭和20年)11月20日：呂57、呂59除籍。)